# Place Voltaire (Asnières-sur-Seine)
Pour les articles homonymes, voir Place Voltaire.
La place Voltaire est un carrefour situé à Asnières-sur-Seine.

## Situation et accès
Cette place est située à l'intersection de la route départementale 9 (avenue des Grésillons, et de la rue Pierre-Brossolette dans l'axe du boulevard Saint-Denis à Courbevoie), de la route départementale 15 (boulevard Voltaire) et de la route départementale 109 (avenue Gabriel-Péri).
Aujourd'hui, elle est principalement desservie par la station de métro Gabriel Péri.

## Origine du nom
Cette place porte le nom de l'écrivain français François-Marie Arouet, dit Voltaire (1694-1778).

## Historique
A la fin du XIXe siècle, c'était déjà un nœud de communication important, notamment de tramways se dirigeant vers Paris,,.
Notamment, elle était traversée par la ligne 39 « motrice D » reliant Gennevilliers à la place Moncey, ancien nom de la place Clichy, dans Paris.
La tornade du 18 juin 1897 y fait quelques destructions.

### Projets

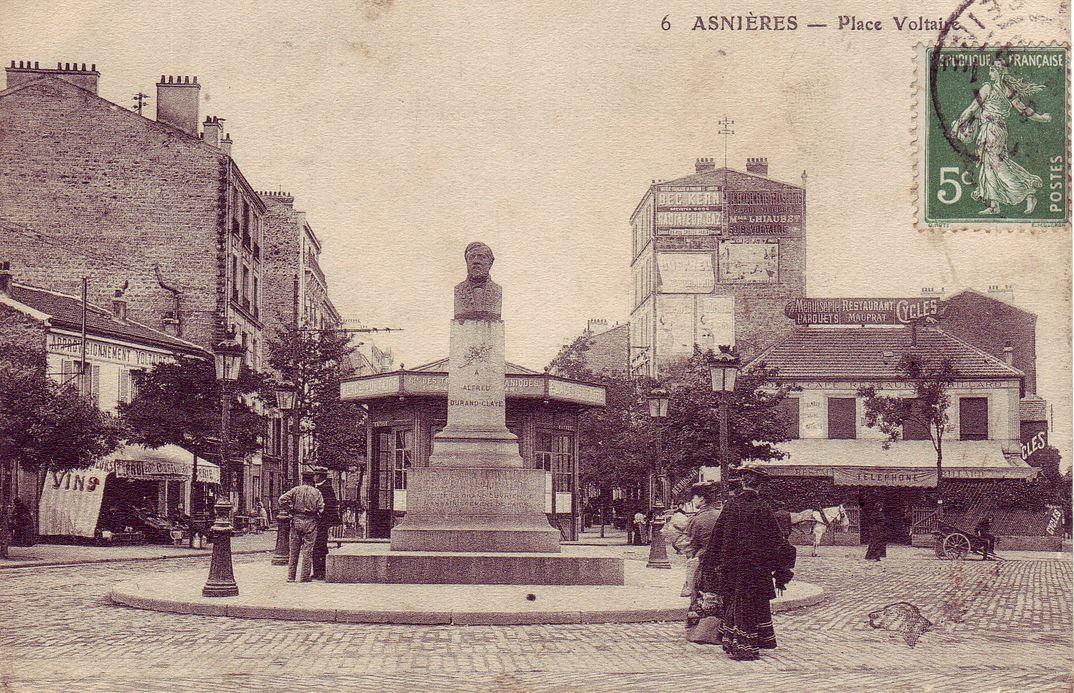
Monument à Alfred Durand-Claye.

Après avoir connu un certain recul ces vingt dernières années, le secteur Gabriel Péri-Voltaire est au cœur d'un projet de renouvellement urbain,.

## Bâtiments remarquables et lieux de mémoire

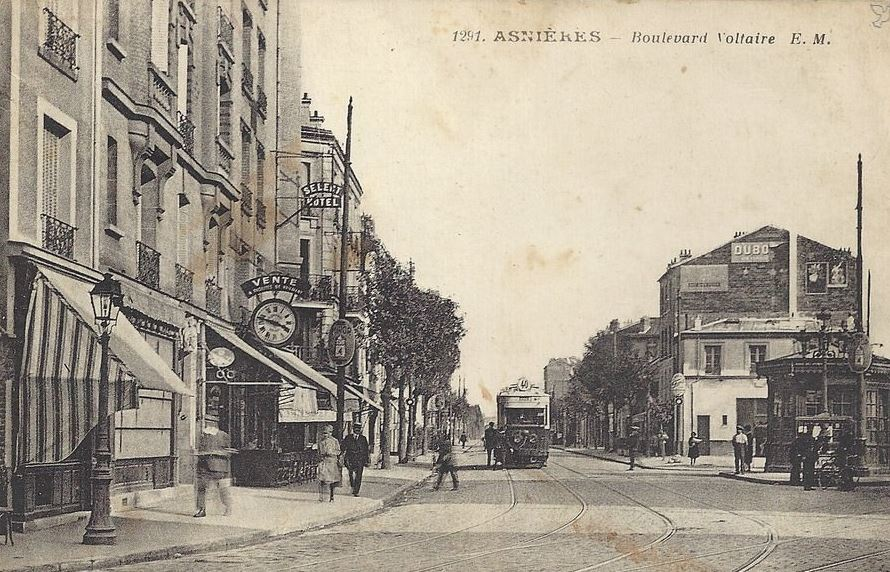
Boulevard Voltaire.

Pendant longtemps, elle a été ornée d'une fontaine offerte à la commune, en 1877, par M. Thion de la Chaume, et fondue par les ateliers Duresne à Paris. Lors de l'installation du monument de l'ingénieur Alfred Durand-Claye (lui aussi déplacé en 1929 à Gennevilliers), en 1894, elle fut réinstallée place Jean-Jacques-Rousseau, puis fondue en 1940.